# مارسيل غرون
مارسيل غرون (20 نوفمبر 1946 - 2 نوفمبر 2020)، هو عالم فلك وكاتب ومعلم تشيكي، شغل لأكثر من 15 عامًا منصب مدير لمرصد براغ والقبة السماوية.